# 补语
英语补语的作用对象是主语和宾语，具有鲜明的定语性描写或限制性功能，在句法上是不可或缺的。补语是起补充说明作用的成份。最常见的是宾语补足语。名词、动名词、形容词、副词、不定词、现在分词、过去分词都可以在句子中作宾补。
漢語中的補語的對象則是謂语，用作豐富動作或限制性功能，但卻不是不可缺少的。當中視補充內容的不同，又可分作「結果補語」、「可能補語」、「程度補語」和「處所補語」。
形容詞、動詞、代詞、副詞、數量詞和短語可以充當補語。「得」是補語的標誌。
以 「我笑得肚子疼」為例，「我笑」已經能夠表達出句子的基本意思，「得肚子痛」只是用作補充「笑」的程度。
- 由於功能與狀語相似語法初學者或經常混淆補語和狀語。

當中，補語和狀語最常見的區分分析是狀語往往放在謂语前，補語多放於謂语後。
其次，補語的標記語為「得」，狀語 的標記語為「地」。
當看見「得」作標記語的時候，經常是以「補語」的成分出現（如上述例子）；當看見「地」作標記語的時候，例如「我高興地飲酒」，「高興地」是作「狀語」使用，修飾飲酒這個動作。

## 英語主詞的補語
它用在介系詞之後，是句子的一个基本成分。常用主－介－表結構。
I saw her with them, at least, I thought it was her.
我看到她和他们在一起，至少我認得是她。（her做受詞，with做介系詞，them做主詞補語）
Who broke the vase? --谁打碎了花瓶？
Me. 我。 （me做主詞補語= It's me.）
John hoped the passenger would be Mary and indeed it was she. （she做主语补语）
约翰希望那位乘客是瑪莉，還真是她。

## 英語語法中受詞的補語
- 不定詞(to do)

Father will not allow us to play on the street. 父亲不让我们在街上玩耍。
We believe him to be guilty. 我们相信他是有罪的。
We made him copy the sentence.
He is made to copy the sentence.
I felt my hands tremble.
- 名词

At the meeting we elected him monitor.
I think your brother a clever boy.
- 形容词

What you said made Xiao Wang angry.
I found the classroom empty.
- 副词

Please call the students back at once.
He was seen to take his cap off.
- 现在分词

We hear him singing in the hall.
I found him lying in bed, sleeping.
- 过去分词

He saw his face reflected in the water.
I heard it spoken of in the next room.

## 中文語法中的補語
它用在謂語之後，但不一定要在賓語前。
（下列的補語以斜體表示）
我打破了媽媽的茶杯。
（主語：我；謂語：打；補語：破；虛詞：了（忽略）；定語（1）：媽媽的；定語（2）：茶；中心語：杯）
結構： 主-謂-補-定-定-賓
我看了海報兩眼。
（主語：我；謂語：看；虛詞：了（忽略）；賓語：海報；補語：兩眼）
結構： 主-謂-賓-補
- 動詞作補語

我打破了媽媽的茶杯。
1. ↑   (PDF).